# Franz M. König
Franz M. König (* 8. März 1982) ist ein ehemaliger deutscher Rennrodler des WSV Königssee und wohnt seit 2008 in seiner neuen Wahlheimat, Philadelphia, USA.

## Karriere
König gehörte von 1999 bis 2002 der Deutschen Junioren-Nationalmannschaft an und feierte seinen größten Erfolg mit dem Gewinn des Vize-Juniorenweltmeistertitels 2002 im Doppelsitzerrennen an der Seite von Christian Kontny in Innsbruck sowie des Juniorenweltmeistertitels in der Mannschaft mit David Möller, Tatjana Hüfner und Christian Kontny.
In der Saison 2002/2003 war er Mitglied der Deutschen Rodel Nationalmannschaft und beruflich angestellt in der Sportfördergruppe der Bundeswehr, beendete jedoch im Sommer 2003 seine aktive Karriere und wechselte in den Trainerstab der kanadischen Junioren-Nationalmannschaft. Im Jahr 2005 übernahm er die australische Nationalmannschaft und begann mit dieser die Vorbereitung für die Olympischen Winterspiele 2006 in Turin. Dort erreichte die australische Athletin Hannah Campbell-Pegg mit einem 23. Platz das beste je erreichte Ergebnis eines Sportlers aus Ozeanien im Rodelsport bei Olympischen Spielen. Danach stand er dem australischen Verband als Berater bis zu den Olympischen Winterspielen 2010 in Vancouver zur Seite.
Von 2005 bis 2008 betreute König außerdem den mittlerweile zurückgetretenen Skirennläufer Jendrek Stanek als Berater. Neben diesen Tätigkeiten studierte er an der Internationalen Fachhochschule Bad Honnef-Bonn und der Saint Joseph’s University in Philadelphia.

## Erfolge
- Vize-Juniorenweltmeister Rennrodeln 2002 im Doppelsitzer
- Juniorenweltmeister Rennrodeln Mannschaft 2002

| Personendaten    | Personendaten        |
| ---------------- | -------------------- |
| NAME             | König, Franz M.      |
| KURZBESCHREIBUNG | deutscher Rennrodler |
| GEBURTSDATUM     | 8. März 1982         |